# Robin S.
Robin S. (* 27. April 1962 in Queens, New York City; vollständiger Name Robin Stone) ist eine US-amerikanische Popsängerin.

## Karriere
Sie wurde in den 1990ern bekannt mit Hits wie Show Me Love, Luv 4 Luv, Midnight und It Must Be Love. Die New Yorkerin erhielt 1993 einen Plattenvertrag bei Big Beat Record. Ihr erstes Album Show Me Love erklomm im selben Jahr die Charts. Der Erfolg brachte ihr 1994 einen Auftritt bei den American Music Awards ein.
Nach einer kurzen Auszeit zum Songschreiben begann sie mit Produzenten wie Eric E-Smoove Miller und Todd Terry die Arbeit an ihrem zweiten Album. 1997 erschien das zweite Album From Now On, das Einflüsse aus Gospel, Balladen und Tanzmusik enthielt. Die erste Singleauskopplung It Must Be Love wurde ein großer Hit. Das zweite Album From Now On verkaufte sich in den USA insgesamt 100.000 Mal.
2008 wurde ein Remix des Songs Show Me Love veröffentlicht, dieser stieg in den Niederlanden auf Platz 13 ein und konnte zwei Wochen später bis auf Rang zwei klettern; dieses war auch gleichzeitig die höchste Position. Er konnte auch in die belgischen Charts einsteigen, kam aber nie in die Top 20.
Show Me Love wurde von vielen Musikern wie Clean Bandit, DJ Antoine, Michael Mind oder Sean Finn gecovert. Er bildete auch die Grundlage für Jason Derulos Don’t Wanna Go Home.

## Diskografie

### Alben
| Jahr | Titel        | Höchstplatzierung, Gesamtwochen, AuszeichnungChartplatzierungen (Jahr, Titel, Platzierungen, Wochen, Auszeichnungen, Anmerkungen) | Höchstplatzierung, Gesamtwochen, AuszeichnungChartplatzierungen (Jahr, Titel, Platzierungen, Wochen, Auszeichnungen, Anmerkungen) | Höchstplatzierung, Gesamtwochen, AuszeichnungChartplatzierungen (Jahr, Titel, Platzierungen, Wochen, Auszeichnungen, Anmerkungen) | Höchstplatzierung, Gesamtwochen, AuszeichnungChartplatzierungen (Jahr, Titel, Platzierungen, Wochen, Auszeichnungen, Anmerkungen) | Höchstplatzierung, Gesamtwochen, AuszeichnungChartplatzierungen (Jahr, Titel, Platzierungen, Wochen, Auszeichnungen, Anmerkungen) | Anmerkungen                        |
| Jahr | Titel        | DE | AT | CH | UK | US | Anmerkungen                        |
| ---- | ------------ | --- | --- | --- | --- | --- | ---------------------------------- |
| 1994 | Show Me Love | DE84 (6 Wo.)DE | — | — | UK34 (3 Wo.)UK | US110 (15 Wo.)US | Erstveröffentlichung: 6. Juli 1994 |
| 1997 | From Now On  | — | — | — | — | — | Erstveröffentlichung: 3. Juni 1997 |

### Singles
| Jahr | Titel Album                      | Höchstplatzierung, Gesamtwochen, AuszeichnungChartplatzierungen (Jahr, Titel, Album, Platzierungen, Wochen, Auszeichnungen, Anmerkungen) | Höchstplatzierung, Gesamtwochen, AuszeichnungChartplatzierungen (Jahr, Titel, Album, Platzierungen, Wochen, Auszeichnungen, Anmerkungen) | Höchstplatzierung, Gesamtwochen, AuszeichnungChartplatzierungen (Jahr, Titel, Album, Platzierungen, Wochen, Auszeichnungen, Anmerkungen) | Höchstplatzierung, Gesamtwochen, AuszeichnungChartplatzierungen (Jahr, Titel, Album, Platzierungen, Wochen, Auszeichnungen, Anmerkungen) | Höchstplatzierung, Gesamtwochen, AuszeichnungChartplatzierungen (Jahr, Titel, Album, Platzierungen, Wochen, Auszeichnungen, Anmerkungen) | Anmerkungen                         |
| Jahr | Titel Album                      | DE | AT | CH | UK | US | Anmerkungen                         |
| ---- | -------------------------------- | --- | --- | --- | --- | --- | ----------------------------------- |
| 1993 | Show Me Love                     | DE11 (20 Wo.)DE | AT15 (12 Wo.)AT | CH9 (20 Wo.)CH | UK6 ×2Doppelplatin · (25 Wo.)UK | US5 Gold · (28 Wo.)US | Erstveröffentlichung: Januar 1993   |
| 1993 | Luv 4 Luv Show Me Love           | DE20 (14 Wo.)DE | AT16 (7 Wo.)AT | CH20 (10 Wo.)CH | UK11 (8 Wo.)UK | US53 (19 Wo.)US | Erstveröffentlichung: Juli 1993     |
| 1993 | What I Do Best Show Me Love      | — | — | — | UK43 (2 Wo.)UK | — | Erstveröffentlichung: November 1993 |
| 1994 | I Want to Thank You Show Me Love | — | — | — | UK48 (3 Wo.)UK | — | Erstveröffentlichung: März 1994     |
| 1994 | Back It Up Show Me Love          | — | — | — | UK43 (2 Wo.)UK | — | Erstveröffentlichung: Oktober 1994  |
| 1997 | It Must Be Love From Now On      | — | — | — | UK37 (2 Wo.)UK | US91 (5 Wo.)US | Erstveröffentlichung: Mai 1997      |

### Als Gastmusikerin
| Jahr | Titel Album        | Höchstplatzierung, Gesamtwochen, AuszeichnungChartplatzierungen (Jahr, Titel, Album, Platzierungen, Wochen, Auszeichnungen, Anmerkungen) | Höchstplatzierung, Gesamtwochen, AuszeichnungChartplatzierungen (Jahr, Titel, Album, Platzierungen, Wochen, Auszeichnungen, Anmerkungen) | Höchstplatzierung, Gesamtwochen, AuszeichnungChartplatzierungen (Jahr, Titel, Album, Platzierungen, Wochen, Auszeichnungen, Anmerkungen) | Höchstplatzierung, Gesamtwochen, AuszeichnungChartplatzierungen (Jahr, Titel, Album, Platzierungen, Wochen, Auszeichnungen, Anmerkungen) | Höchstplatzierung, Gesamtwochen, AuszeichnungChartplatzierungen (Jahr, Titel, Album, Platzierungen, Wochen, Auszeichnungen, Anmerkungen) | Anmerkungen                                                                          |
| Jahr | Titel Album        | DE | AT | CH | UK | US | Anmerkungen                                                                          |
| ---- | ------------------ | --- | --- | --- | --- | --- | ------------------------------------------------------------------------------------ |
| 1997 | You Got The Love – | — | — | — | UK62 (2 Wo.)UK | — | Erstveröffentlichung: September 1997 T2 feat. Robin S.                               |
| 2008 | Show Me Love –     | DE93 (1 Wo.)DE | AT64 (3 Wo.)AT | — | UK11 Gold · (15 Wo.)UK | — | Erstveröffentlichung: 12. Dezember 2008 Steve Angello & Laidback Luke feat. Robin S. |

## Auszeichnungen für Musikverkäufe
| Goldene Schallplatte - Italien - 2024: für die Single Show Me Love |

Anmerkung: Auszeichnungen in Ländern aus den Charttabellen bzw. Chartboxen sind in ebendiesen zu finden.
| Land/RegionAuszeichnungen für Musikverkäufe (Land/Region, Auszeichnungen, Verkäufe, Quellen) | Gold     | Platin     | Verkäufe  | Quellen   |
| -------------------------------------------------------------------------------------------- | -------- | ---------- | --------- | --------- |
| Italien (FIMI)                                                                               | Gold1    | —          | 50.000    | fimi.it   |
| Vereinigte Staaten (RIAA)                                                                    | Gold1    | —          | 500.000   | riaa.com  |
| Vereinigtes Königreich (BPI)                                                                 | Gold1    | 2× Platin2 | 1.600.000 | bpi.co.uk |
| Insgesamt                                                                                    | 3× Gold3 | 2× Platin2 |           |           |